# Opactwo św. Fides w Conques
Opactwo św. Fides (fr. Abbatiale Sainte-Foy de Conques) – położone w Conques, w departamencie Aveyron, w regionie Oksytania we Francji. 
Centrum pielgrzymkowe ze względu na znajdujące sie tu relikwie sw Fides.
Opactwo to należało do zakonu benedyktynów, od 1873 roku opieką nad klasztorem zajmują się norbertanie.

## Architektura
Bazylika jest zbudowana na planie krzyża łacińskiego. Sklepienia kolebkowe w nawie głównej, z kolei nay boczne ze sklepieniem krzyżowym.